# Nacka fögderi
Nacka fögderi avsåg den lokala skattemyndighetens verksamhetsområde i nuvarande Nacka och Värmdö kommuner mellan åren 1967 och 1991. Efter detta år omorganiserades skatteväsendet och fögderierna ersattes av en skattemyndighet för varje län - i detta fall den för Stockholms län. År 2004 gick verksamheten upp i det nybildade Skatteverket.
Nacka fögderi föregicks av flera mindre fögderier, vilka sedermera även delvis hamnade under Huddinge, Handens, Danderyds och Södertälje fögderier.
- Åkers, Frötuna och Länna, Värmdö fögderi (1720-1881)
  - Danderyd, Åker och Värmdö fögderi (1882-1885)
    - Vaxholms fögderi (1886-1917)
      - Värmdö fögderi (1818-1966) (Värmdö)
- Svartlösa och Öknebo (1720-1839)
  - Södertörns fögderi (1840-1946)
    - Svartlösa fögderi (1946-1966) (Nacka)